# 日本化粧品検定
日本化粧品検定（にほんけしょうひんけんてい）は、一般社団法人日本化粧品検定協会（代表理事小西さやか）による化粧品知識の民間資格。
日本と中国圏で運営されている。中国版日本化粧品検定の中国圏総代理・代表取締役は李雨儒（YuJu Lee）。
実際に人にメイクアップやスキンケアなどを施すには、美容を業として行うことになり、日本の国家資格である厚生労働省管轄の業務独占資格（国家資格）の美容師免許が必要となる。

## 概要
2011年7月、一般社団法人コスメコンシェルジュ協会設立、その後、一般社団法人日本化粧品検定協会に名称変更。

### 検定について
化粧品知識の民間資格である。第1回検定は2013年11月24日に東京・大阪・福岡の3か所で実施。受験資格は設けていない。飛び級受験や1級と2級の併願受験可、初めから1級受験も可。正答率70%前後で合格でき、合格証書を発行。
- 1級:年2回実施、60問4択マークシート方式、試験時間60分、受験料12,960円（税込）。
  - 1級合格後、一般社団法人日本化粧品検定協会に入会して講習を受講すると「コスメコンシェルジュ」称号授与。
- 2級:年2回実施、60問4択マークシート方式、試験時間50分、受験料6,480円（税込）。
- 3級:随時実施、20問4択、試験時間20分、受験料無料。

### 中国版日本化粧品検定
中国に代理店があり検定が実施されている。